# جبل بلو ريدج (نيويورك)
جبل بلو ريدج هو قمة تقع في جبال آديرونداك في نيويورك وتقع في بلدة بينسون شمال غرب قرية مرتفعات بينسون.